# Coulombs konstant
| Värdet på ke           | Enheter     |
| ---------------------- | ----------- |
| 8,9875517923(14) × 109 | N·m2/C2     |
| 14,3996                | eV·Å·e−2    |
| 10−7                   | (N·s2/C2)c2 |

Inom fysiken är Coulombs konstant (betecknas ke; kallas även för den elektrostatiska konstanten) en proportionalitetskonstant i elektrostatiska ekvationer. Inom SI-systemet är konstanten lika med 8,9875517923(14) × 109 kg ⋅ m3 ⋅ s−4 ⋅ A−2. Den har fått sitt namn efter den franska fysikern Charles-Augustin de Coulomb (1736–1806) som introducerade Coulombs lag.

## Användning
Coulombs konstant återfinns i många ekvationer, även om den ibland ersätts av den elektriska konstanten enligt sambandet:
{\displaystyle k_{\text{e}}={\frac {1}{4\pi \varepsilon _{0}}}}
Konstanten förekommer i många uttryck, inklusive följande:
Coulombs lag:
{\displaystyle \mathbf {F} =k_{\text{e}}{Qq \over r^{2}}\mathbf {\hat {e}} _{r}.}
Potentiell elektrisk energi:
{\displaystyle U_{\text{E}}(r)=k_{\text{e}}{\frac {Qq}{r}}.}
Elektriska fält:
{\displaystyle \mathbf {E} =k_{\text{e}}\sum _{i=1}^{N}{\frac {Q_{i}}{r_{i}^{2}}}\mathbf {\hat {r}} _{i}.}